# Hydropathes

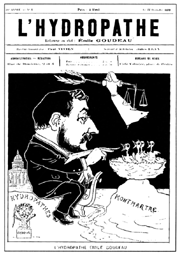
L'Hydropathe nr. 4 (1879), het literair tijdschrift van de schrijverskring

De Hydropathes was een Parijse literaire schrijverskring, die bestond tussen 1878 en 1880. De groep kondigde het symbolisme aan. De kring werd 11 oktober 1878 opgericht door Emile Goudeau. De naam Hydropathes was afgeleid van de wals "Hydropathen" van de Hongaarse componist Joseph Gungl. Misschien hebben de letterlijke betekenis van hydropathie en de achternaam van Emile Goudeau (Goût d'eau - smaak van water) ook een verband met de naam. 
Vanaf het begin namen tientallen deel aan de bijeenkomsten. Vijfenzeventig deelnemers in oktober 1878, later zouden zich zelfs meer dan driehonderd mensen op de literaire avonden laten tellen. Deelnemers waren onder meer Paul Bourget, Léon Bloy, Germain Nouveau, Guy de Maupassant, François Coppée, Jean Moreas, Jules Laforgue, Charles Cros, Alphonse Allais, Gustave Kahn en Maurice Rollinat. 
De bijeenkomsten van de Hydropathes vonden plaats op de vrijdagavonden, niet zelden uitmondend in drankgelagen. Dan declameerden de deelnemers met luide stem hun gedichten voor de verzamelden. De eerste jaren werden de bijeenkomsten gehouden in het Quartier Latin. In 1880 verdween de club, nadat Alphonse Allais, Jules Jouy en Eugène Bataille met een reeks incidenten met vuurwerk steeds weer voor wanorde en opschudding zorgden in de gelederen. De Hydropathes vonden hun opvolging in de groep van Le Chat Noir, een café in Montmarte.
Het in januari 1879 gestarte en elke veertien dagen verschijnende tijdschrift "L'Hydropathe" drukte de monologen en declamaties van de vrijdagavonden af. Emile Goudeau was uitgever en redacteur. Sinds mei 1880 is het niet meer verschenen.